# Пузиківська сільська рада
Пузиківська сільська рада — колишній орган місцевого самоврядування у Глобинському районі Полтавської області з центром у селі Пузикове. Населення сільської ради на 1 січня 2011 року становить 703 особи. Окрім Пузикового раді підпорядковане село Махнівка.

## Географія
Сільська рада межує з Пустовійтівською, Обознівською, Троїцькою та Кринківською сільськими радами.
Пузиківська сільська рада розташована у лісостеповій зоні. Ґрунти переважно чорноземні.
Площа сільської ради — 3027,4 га.
91 % території — сільськогосподарські угіддя, 1 % — водосховище, 1 % — лісовкриті площі, 7 % — інші землі.

## Історія
Сільську раду було утворено 1917 року.
У Національній книзі пам'яті жертв Голодомору 1932–1933 років в Україні вказано, що 21 житель Махнівки та 43 жителі Пузикового загинули від голоду.
Головою післявоєнної сільради був Дем'ян Пилипович Боярко, секретарем сільради з 25 серпня 1945 року була Катерина Терентіївна Іванчик. У 1953 році всі колгоспи об'єдналися в один — колгосп «Прогрес». Тоді пузиківці обрали головою укрупненого господарства Івана Терентійовича Щербака, який обіймав цю посаду, аж до виходу на заслужений відпочинок у 1983 році. З 1983 року головою правління колгоспу було обрано Івана Яковича Шивелу.

## Незалежність
На основі земельних та майнових паїв пузиківців було створено приватну агрофірму «Прогрес» (нині ТОВ "Агрофірма «Пузиківська»).

## Населення
На території Землянківської сільської ради розташовано 2 населені пункти з населенням на 1 січня 2011 року 703 особи:
| № | Назва села  | 2001 чол. | 2011 чол. |
| - | ----------- | --------- | --------- |
| 1 | с. Пузикове | 696       | 677       |
| 2 | с. Махнівка | 63        | 26        |
|   | всього      | 759       | 703       |

## Влада
- Сільські голови[1]:
повоєнні роки — Дем'ян Пилипович Боярко
2010-дотепер — Макайда Іван Миколайович
- 14 депутатів сільської ради[1]:
  1. Білова Олена Петрівна
  2. Бровко Станіслав Васильович
  3. Грищенко Валентина Іванівна
  4. Денисенко Ніна Миколаївна
  5. Золотаренко Аліна Віталіївна
  6. Корнет Микола Володимирович
  7. Ларчик Наталія Володимирівна
  8. Микита Марія Василівна
  9. Науменко Юрій Петрович
  10. Сіренко Тетяна Вльгельмівна
  11. Тарабан Олег Іванович
  12. Худієнко Неля Олексіївна
  13. Шрамко Зоя Анатоліївна
  14. Яковенко Наталія Анатоліївна

## Економіка
Виробнича спеціалізація підприємств розташованих на території Пузиківської сільської ради : вирощування зернових культур, тваринництво. Найбільший орендар землі: ТОВ "АФ «Пузиківська».
| № | Назва підприємства    | П. І. П. керівника           | Вид діяльності                             | Загальна площа земель, га | Кількість працюючих, чол. |
| - | --------------------- | ---------------------------- | ------------------------------------------ | ------------------------- | ------------------------- |
| 1 | ТОВ "АФ «Пузиківська» | Коломієць Микола Васильови   | Вирощування зернових культур, тваринництво | 2339,492                  | 98                        |
| 2 | ПП Приходько          | Приходько Микола Миколайович | вирощування с/г продукції                  | 41,12                     | 1                         |
| 3 | ПП Пазечко            | Пазечко Віктор Іванович      | вирощування с/г продукції                  | 39,51                     | 1                         |

## Інфраструктура
На території сільради діють:
- Пузиківська загальноосвітня школа І-ІІІ ступенів
- Пузиківський дитячий садок «Берізка»
- Пузиківський сільський будинок культури
- Пузиківська сільська бібліотека
- поштове відділення у Пузиковому
- Пузиківський фельдшерсько-акушерський пункт
- чотири магазини

## Пам'ятки
У Пузиковому є три пам'ятники:
- пам'ятник загиблим воїнам
- пам'ятник невідомого солдата
- пам'ятник жертв голодомору

## Особистості
У Пузиковому було нагороджено орденами більше двадцяти чоловік, медалями — близько півсотні. Орденами Леніна було нагороджено двох чоловік:
- Михайло Лук'янович Чуб
- Костянтин Іванович Лесін